# Antonov
Antonov je priimek več oseb:
- Aleksandr Pavlovič Antonov (1898–1962), ruski (sovjetski) filmski igralec
- Aleksandr Stepanovič Antonov (1888–1922), ruski politik, socialni revolucionar (SR), nasprotnik boljševikov
- Aleksej Inokentjevič Antonov (1896–1962), sovjetski general
- Anatolij Ivanovič Antonov (*1955), ruski politik, oficir in diplomat
- Anna Antonova Weber (*1965), ukrajinsko-sovjetska umetnostna drsalka
- Anton Vladimirovič Antonov-Ovsejenko (1920–2013), ruski (sovjetski) politični zapornik, zgodovinar in publicist
- Grigorij Jakovlevič Antonov, sovjetski general
- Irina Aleksandrovna Antonova (1922–2020), ruska galeristka/muzealka, dolgoletna direktorica Puškinovega muzeja umetnosti (1961-2013)
- Jurij Mihajlovič Antonov (*1945), sovjetski (ruski) pevec, skladatelj in glasbenik
- Konstantin Akimovič Antonov, sovjetski general
- Mihail Antonovič Antonov, sovjetski general
- Nemanja Antonov (*1995), srbski nogometaš
- Nikolaj Dimitrijevič Antonov, sovjetski general
- Vladimir Semjonovič Antonov (1909–1993), sovjetski general in heroj
- Vladimir Aleksandrovič Antonov-Ovsejenko (1883–1938), revolucionar, boljševiški voditelj, vojaški poveljnik in sovjetski diplomat ukrajinskega rodu
- Oleg Konstantinovič Antonov (1906–1984), sovjetski (ruski) letalski konstruktor, akademik